# Magyarország igazságügy-minisztereinek listája
Ez Magyarország igazságügy-minisztereinek listája.
Az idők során a minisztérium elnevezése változott (lásd A Magyar Népköztársaság minisztériumainak listája, Magyarország minisztériumainak listája)
| Név                                                                        | hivatal kezdete      | hivatal vége         | párt                   | megjegyzés                                                                                |
| -------------------------------------------------------------------------- | -------------------- | -------------------- | ---------------------- | ----------------------------------------------------------------------------------------- |
| Az 1848–49-es forradalom és szabadságharc során                            |                      |                      |                        |                                                                                           |
| Deák Ferenc                                                                | 1848. április 7.     | 1848. szeptember 11. | Ellenzéki Párt         | Batthyány-kormány                                                                         |
| Országos Honvédelmi Bizottmány                                             | 1848. október 2.     | 1849. május 2.       | OHB                    | Egy Kossuth Lajos vezette, tárcákat el nem osztó testület irányította                     |
| Vukovics Sebő                                                              | 1849. május 2.       | 1849. augusztus 11.  | Ellenzéki Párt         | Szemere-kormány                                                                           |
| Az Osztrák–Magyar Monarchiában                                             |                      |                      |                        |                                                                                           |
| Horvát Boldizsár                                                           | 1867. február 20.    | 1871. június 5.      | Deák-párt              | Andrássy-kormány                                                                          |
| Bittó István                                                               | 1871. június 5.      | 1872. szeptember 4.  | Deák-párt              | Andrássy-kormány Lónyay-kormány                                                           |
| Pauler Tivadar                                                             | 1872. szeptember 4.  | 1875. március 2.     | Deák-párt              | Lónyay-kormány Szlávy-kormány Bittó-kormány                                               |
| Perczel Béla                                                               | 1875. március 2.     | 1878. június 30.     | Szabadelvű Párt        | Wenckheim-kormány Tisza Kálmán-kormány                                                    |
| Pauler Tivadar                                                             | 1878. június 30.     | 1886. április 30.    | Szabadelvű Párt        | Tisza Kálmán-kormány                                                                      |
| Fabiny Teofil                                                              | 1886. május 15.      | 1889. április 9.     | Szabadelvű Párt        | Tisza Kálmán-kormány                                                                      |
| Szilágyi Dezső                                                             | 1889. április 9.     | 1895. január 15.     | Szabadelvű Párt        | Tisza Kálmán-kormány Szapáry-kormány első Wekerle-kormány                                 |
| Erdély Sándor                                                              | 1895. január 15.     | 1899. február 26.    | Szabadelvű Párt        | Bánffy-kormány                                                                            |
| Plósz Sándor                                                               | 1899. február 26.    | 1905. június 18.     | pártonkívüli           | Széll-kormány első Khuen-Héderváry-kormány első Tisza István-kormány                      |
| Lányi Bertalan                                                             | 1905. június 18.     | 1906. április 2.     | Szabadelvű Párt        | Fejérváry-kormány                                                                         |
| Gegus Gusztáv                                                              | 1906. április 2.     | 1906. április 8.     | pártonkívüli (?)       | Fejérváry-kormány                                                                         |
| Polónyi Géza                                                               | 1906. április 8.     | 1907. február 2.     | Függetlenségi Párt     | második Wekerle-kormány                                                                   |
| Günther Antal                                                              | 1907. február 2.     | 1909. szeptember 23. | Függetlenségi Párt     | második Wekerle-kormány                                                                   |
| Wekerle Sándor                                                             | 1909. szeptember 23. | 1910. január 17.     | Alkotmánypárt          | második Wekerle-kormány                                                                   |
| Székely Ferenc                                                             | 1910. január 17.     | 1913. január 4.      | Nemzeti Munkapárt      | második Khuen-Héderváry-kormány Lukács-kormány                                            |
| Balogh Jenő                                                                | 1913. január 4.      | 1917. június 15.     | Nemzeti Munkapárt      | Lukács-kormány második Tisza István-kormány                                               |
| Vázsonyi Vilmos                                                            | 1917. június 15.     | 1917. augusztus 18.  | Demokrata Párt         | Esterházy-kormány                                                                         |
| Grecsák Károly                                                             | 1917. augusztus 18.  | 1918. január 25.     | pártonkívüli           | Esterházy-kormány harmadik Wekerle-kormány                                                |
| Vázsonyi Vilmos                                                            | 1918. január 25.     | 1918. május 8.       | Demokrata Párt         | harmadik Wekerle-kormány                                                                  |
| Tőry Gusztáv                                                               | 1918. május 8.       | 1918. október 31.    | ?                      | harmadik Wekerle-kormány                                                                  |
| Az első (nép)köztársaság alatt                                             |                      |                      |                        |                                                                                           |
| Buza Barna                                                                 | 1918. október 31.    | 1918. november 4.    | Károlyi-párt           | Károlyi Mihály-kormány                                                                    |
| Berinkey Dénes                                                             | 1918. november 4.    | 1919. január 24.     | Polgári Radikális Párt | Károlyi Mihály-kormány Berinkey-kormány                                                   |
| Juhász Nagy Sándor                                                         | 1919. január 24.     | 1919. március 21.    | Károlyi-párt           | Berinkey-kormány                                                                          |
| A Magyarországi Tanácsköztársaság alatt                                    |                      |                      |                        |                                                                                           |
| Rónai Zoltán                                                               | 1919. március 21.    | 1919. június 24.     | MSZDP                  | Forradalmi Kormányzótanács, népbiztos, április 5-től párhuzamban Ládai Istvánnal          |
| Láday István                                                               | 1919. április 5.     | 1919. június 24.     | ?                      | Forradalmi Kormányzótanács, népbiztos, mindvégig párhuzamban Rónai Zoltánnal              |
| Ágoston Péter                                                              | 1919. június 24.     | 1919. augusztus 1.   | ?                      | Forradalmi Kormányzótanács                                                                |
| Garami Ernő                                                                | 1919. augusztus 1.   | 1919. augusztus 6.   | MSZDP                  | Peidl-kormány                                                                             |
| A (második) Magyar Királyság alatt                                         |                      |                      |                        |                                                                                           |
| Szászy Béla                                                                | 1919. augusztus 7.   | 1919. augusztus 15.  | ?                      | Ideiglenes hivatalnokkormány                                                              |
| Baloghy György                                                             | 1919. augusztus 15.  | 1919. szeptember 17. | ?                      | Friedrich-kormány                                                                         |
| Zoltán Béla                                                                | 1919. szeptember 22. | 1919. november 24.   | ?                      | Friedrich-kormány                                                                         |
| Bárczy István                                                              | 1919. november 24.   | 1920. március 15.    | Demokrata Párt         | Huszár-kormány                                                                            |
| Ferdinandy Gyula                                                           | 1920. március 15.    | 1920. július 19.     | ?                      | Simonyi-Semadam-kormány                                                                   |
| Tomcsányi Vilmos Pál                                                       | 1920. július 19.     | 1922. június 16.     | Országos Kisgazdapárt  | első Teleki-kormány Bethlen-kormány                                                       |
| Daruváry Géza                                                              | 1922. június 16.     | 1923. június 11.     | pártonkívüli           | Bethlen-kormány                                                                           |
| Nagy Emil                                                                  | 1923. június 11.     | 1924. február 21.    | Egységes Párt          | Bethlen-kormány                                                                           |
| Bethlen István, gróf                                                       | 1924. február 21.    | 1924. március 13.    | Egységes Párt          | Bethlen-kormány                                                                           |
| Pesthy Pál                                                                 | 1924. március 13.    | 1929. január 8.      | Egységes Párt          | Bethlen-kormány                                                                           |
| Bethlen István, gróf                                                       | 1929. január 8.      | 1929. február 4.     | Egységes Párt          | Bethlen-kormány                                                                           |
| Zsitvay Tibor                                                              | 1929. február 4.     | 1932. október 1.     | Egységes Párt          | Bethlen-kormány Károlyi Gyula-kormány                                                     |
| Lázár Andor                                                                | 1932. október 1.     | 1938. március 9.     | NEP                    | Gömbös-kormány Darányi-kormány                                                            |
| Mikecz Ödön                                                                | 1938. március 9.     | 1938. november 15.   | NEP                    | Darányi-kormány Imrédy-kormány                                                            |
| Tasnádi Nagy András                                                        | 1938. november 15.   | 1939. november 9.    | NEP→MÉP                | Imrédy-kormány második Teleki-kormány                                                     |
| Radocsay László                                                            | 1939. november 9.    | 1944. március 22.    | MÉP                    | második Teleki-kormány Bárdossy-kormány Kállay-kormány                                    |
| Antal István                                                               | 1944. március 22.    | 1944. augusztus 29.  | MÉP                    | Sztójay-kormány                                                                           |
| Vladár Gábor                                                               | 1944. augusztus 29.  | 1944. október 16.    | pártonkívüli           | Lakatos-kormány                                                                           |
| Budinszky László                                                           | 1944. október 16.    | 1945. március 28.    | Nyilaskeresztes Párt   | Szálasi-kormány                                                                           |
| Valentiny Ágoston                                                          | 1944. december 22.   | 1945. július 21.     | MSZDP                  | Ideiglenes Nemzeti Kormány                                                                |
| A második köztársaság (1946–1949), majd a népköztársaság (1949–1989) alatt |                      |                      |                        |                                                                                           |
| Ries István                                                                | 1945. július 21.     | 1950. július 17.     | MSZDP (1945–1948) MDP  | Ideiglenes Nemzeti Kormány Tildy-kormány Nagy Ferenc-kormány Dinnyés-kormány Dobi-kormány |
| Molnár Erik                                                                | 1950. július 17.     | 1952. november 14.   | MDP                    | Dobi-kormány Rákosi-kormány                                                               |
| Décsi Gyula                                                                | 1952. november 14.   | 1953. február 2.     | MDP                    | Rákosi-kormány                                                                            |
| Kovács Béla                                                                | 1953. február 2.     | 1953. július 4.      | MDP                    | Rákosi-kormány                                                                            |
| Erdei Ferenc                                                               | 1953. július 4.      | 1954. október 30.    | MDP                    | első Nagy Imre-kormány                                                                    |
| Molnár Erik                                                                | 1954. október 30.    | 1956. november 3.    | MDP                    | első Nagy Imre-kormány Hegedüs-kormány második Nagy Imre-kormány                          |
| betöltetlen                                                                | 1956. november 3.    | 1957. május 9.       | —                      | első Kádár-kormány                                                                        |
| Nezvál Ferenc                                                              | 1957. május 9.       | 1966. december 7.    | MSZMP                  | első Kádár-kormány Münnich-kormány második Kádár-kormány Kállai-kormány                   |
| Korom Mihály                                                               | 1966. december 7.    | 1978. április 22.    | MSZMP                  | Kállai-kormány Fock-kormány Lázár-kormány                                                 |
| Markója Imre                                                               | 1978. április 22.    | 1988. június 29.     | MSZMP                  | Lázár-kormány Grósz-kormány                                                               |
| Kulcsár Kálmán                                                             | 1988. június 29.     | 1990. május 23.      | MSZMP                  | Grósz-kormány Németh-kormány                                                              |
| A harmadik köztársaság alatt                                               |                      |                      |                        |                                                                                           |
| Balsai István                                                              | 1990. május 23.      | 1994. július 15.     | MDF                    | Antall-kormány Boross-kormány                                                             |
| Vastagh Pál                                                                | 1994. július 15.     | 1998. július 7.      | MSZP                   | Horn-kormány                                                                              |
| Dávid Ibolya                                                               | 1998. július 8.      | 2002. május 26.      | MDF                    | első Orbán-kormány                                                                        |
| Bárándy Péter                                                              | 2002. május 27.      | 2004. október 3.     | pártonkívüli           | Medgyessy-kormány                                                                         |
| Petrétei József                                                            | 2004. október 4.     | 2007. május 31.      | pártonkívüli           | első Gyurcsány-kormány második Gyurcsány-kormány                                          |
| Takács Albert                                                              | 2007. június 1.      | 2008. február 17.    | pártonkívüli           | második Gyurcsány-kormány                                                                 |
| Draskovics Tibor                                                           | 2008. február 18.    | 2009. december 14.   | pártonkívüli           | második Gyurcsány-kormány Bajnai-kormány                                                  |
| Forgács Imre                                                               | 2009. december 15.   | 2010. május 29.      | pártonkívüli           | Bajnai-kormány                                                                            |
| Navracsics Tibor                                                           | 2010. május 29.      | 2014. június 6.      | Fidesz                 | második Orbán-kormány                                                                     |
| Trócsányi László                                                           | 2014. június 6.      | 2019. június 30.     | pártonkívüli           | harmadik Orbán-kormány negyedik Orbán-kormány                                             |
| Varga Judit                                                                | 2019. július 12.     | 2023. július 31.     | Fidesz                 | negyedik Orbán-kormány ötödik Orbán-kormány                                               |
| Tuzson Bence                                                               | 2023. augusztus 1.   | hivatalban           | Fidesz                 | Ötödik Orbán-kormány                                                                      |

## Galéria

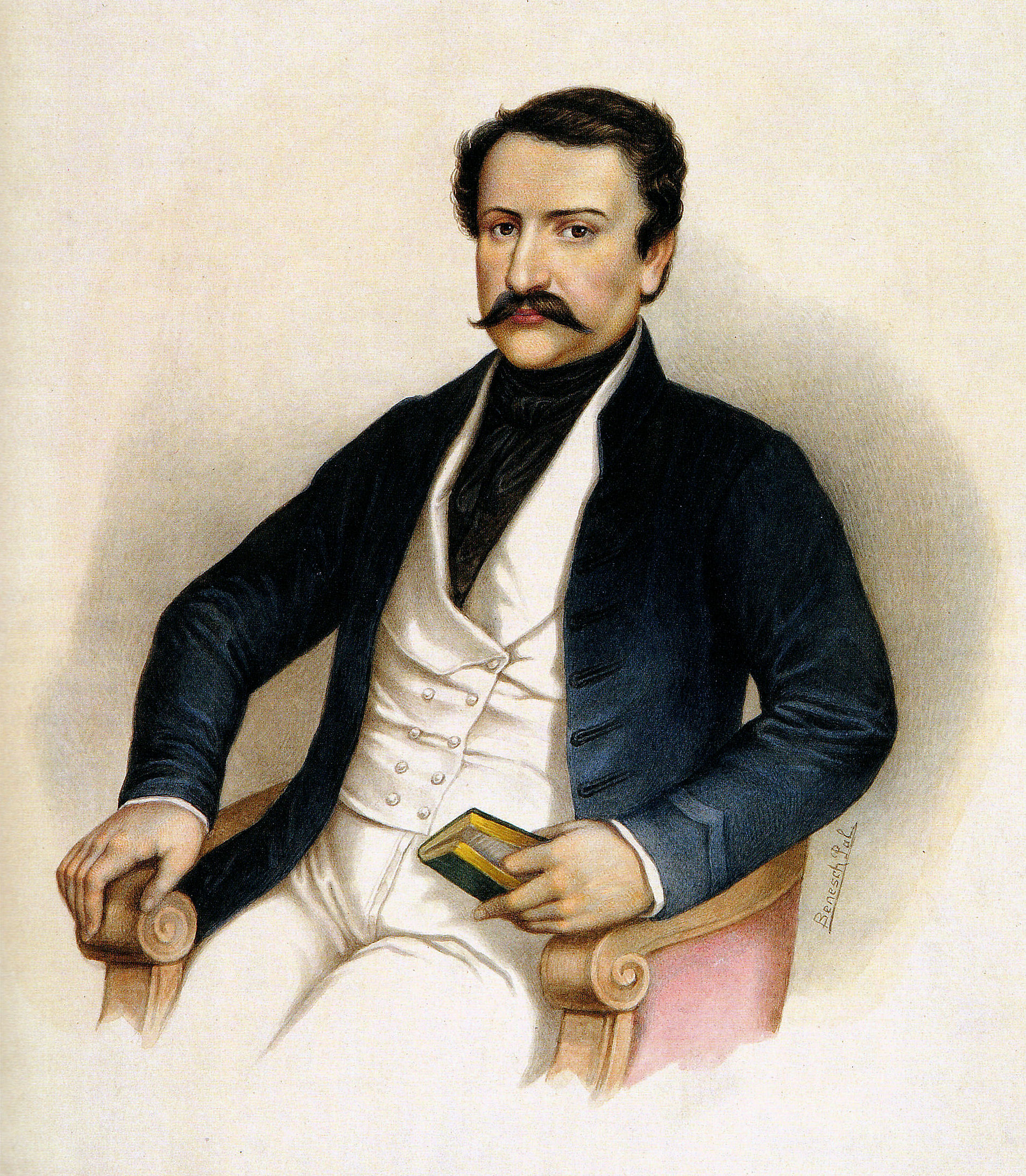
Deák Ferenc (1848)
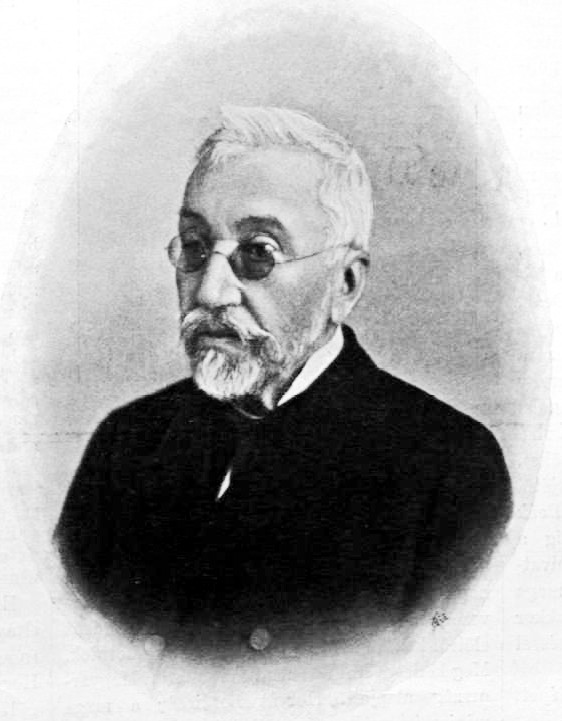
Horvát Boldizsár (1867–1871)
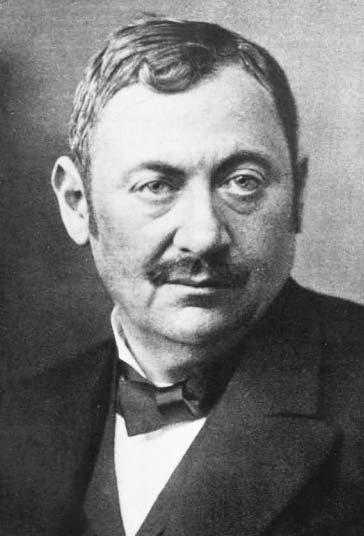
Vázsonyi Vilmos (1917, 1918)